# Australischer Pracht-Hirschkäfer
Der Australische Pracht-Hirschkäfer (Phalacrognathus muelleri) ist eine Art aus der Familie der Schröter.

## Verbreitung und Lebensraum
Die Käfer kommen auf Neuguinea sowie in einem recht kleinen Gebiet im australischen Queensland vor, weshalb sie in Australien inzwischen sehr selten und auch streng geschützt sind. Sie leben nur in dichten tropischen Regenwäldern, wo sie meist an Bäumen sitzen, von deren Saft sie sich ernähren.

## Beschreibung
Australische Pracht-Hirschkäfer werden bis zu sieben Zentimeter lang. Der Chitin-Panzer glänzt sehr stark metallisch und je nach Lichteinfall entweder grün oder kupferfarben. Der Körper ist länglich gestreckt und sehr kräftig gebaut. Bei den Männchen sind die Kieferzangen zu einem Geweih verlängert, das leicht nach oben gebogen ist und sich am Ende gabelt. Die Weibchen tragen stattdessen kurze, aber kräftige Kiefer. Die Fühler sind kurz und verdicken sich am Ende keulenförmig. Die Vorderbeine sind mit Dornen besetzt.

## Unterarten
Beim Australischen Pracht-Hirschkäfer werden zwei Unterarten unterschieden:
- Phalacrognathus muelleri muelleri – Queensland, Australien
- Phalacrognathus muelleri fuscomicans – Neuguinea

## Fortpflanzung
Die Larven leben in den morschen Stämmen verschiedener Bäume und ernähren sich von deren Holz. Nach einer Entwicklungsdauer von etwa einem Jahr verpuppen sich die Larven und nach weiteren 2–3 Monaten schlüpfen die Käfer.

## Gefährdung
Aufgrund ihrer Schönheit, aber auch wegen ihrer Seltenheit sind die toten Käfer trotz massiver Schutzmaßnahmen und Verbote beliebte Sammlerobjekte.

## Bilder

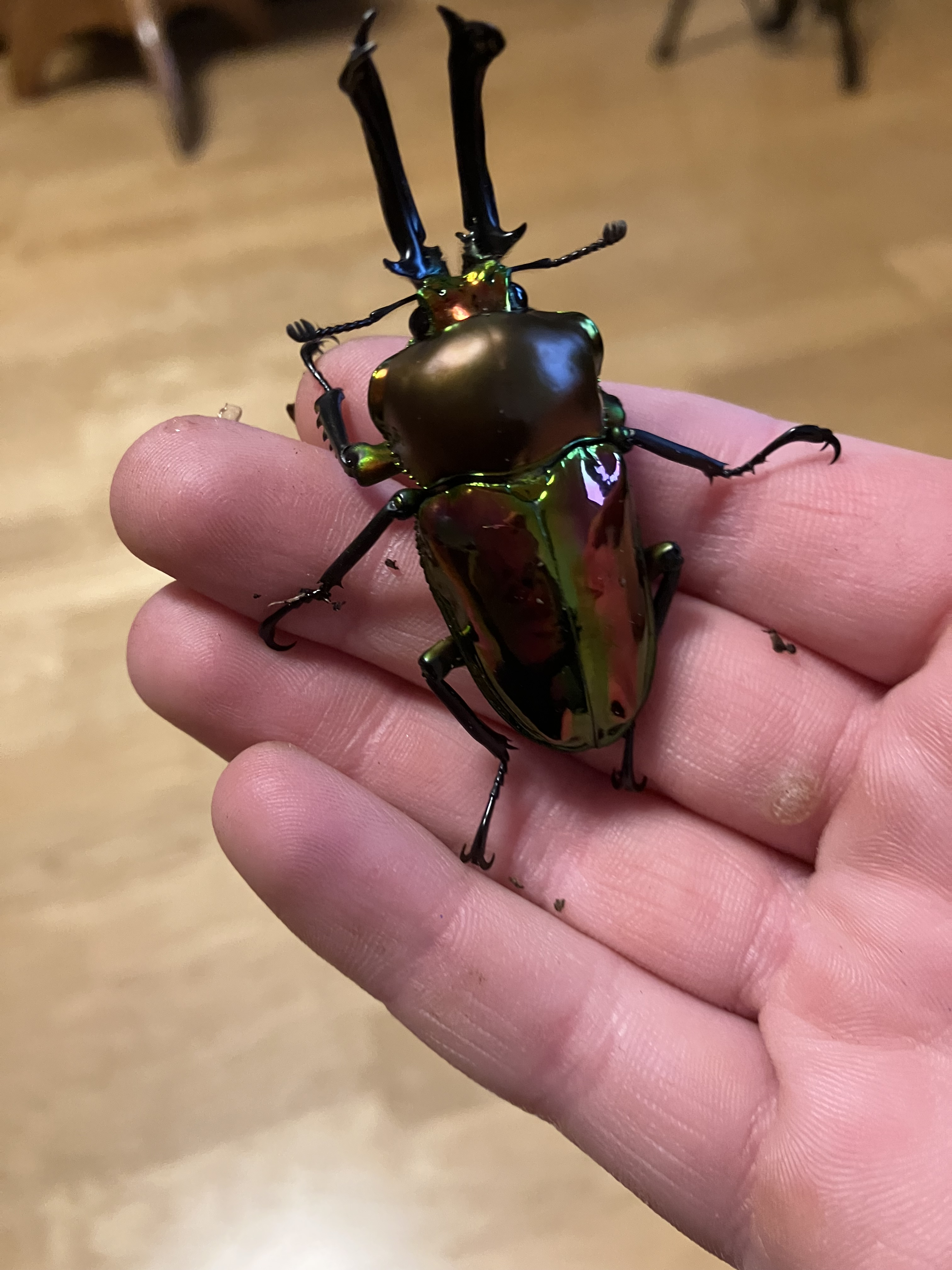
Männchen
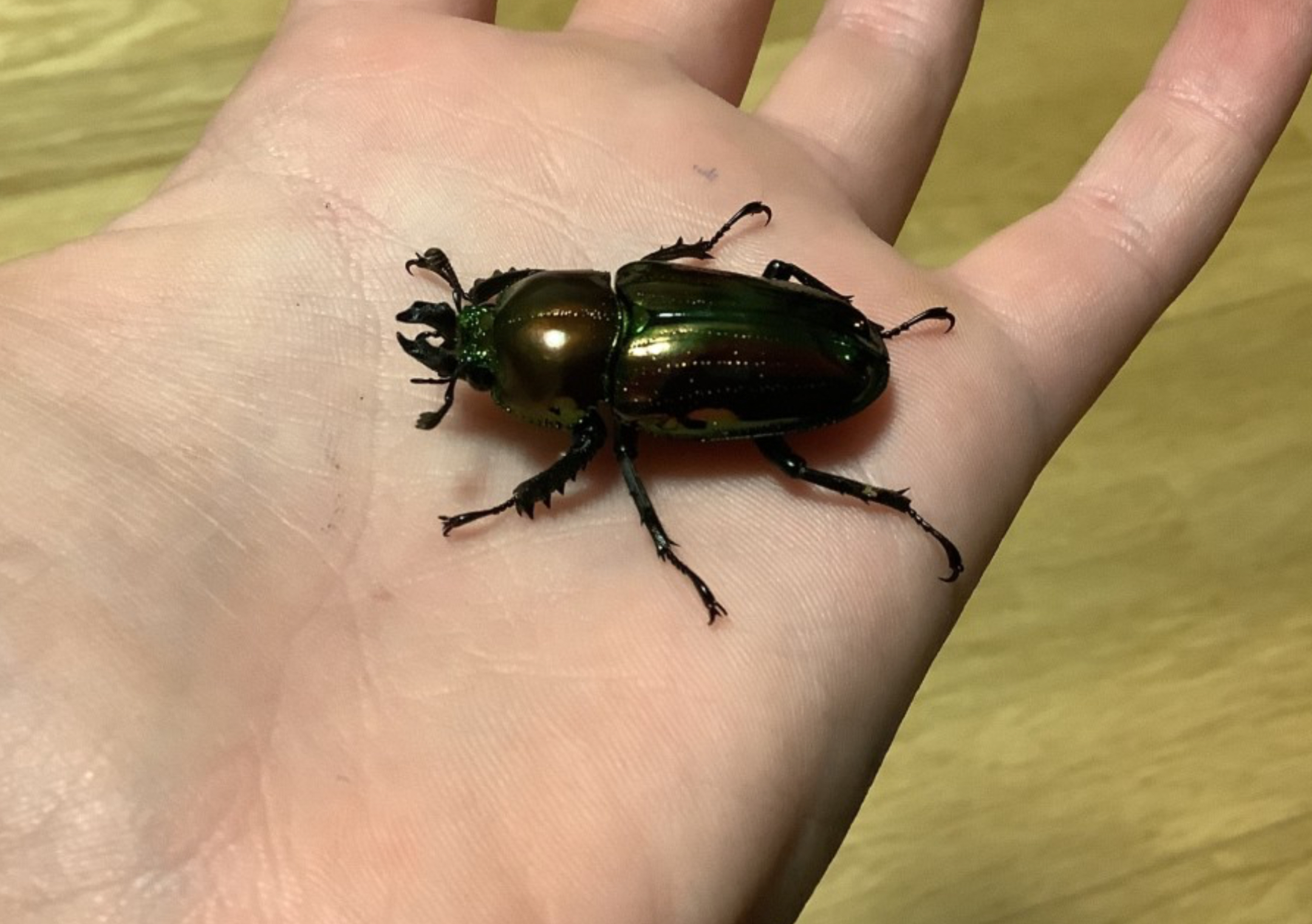
Weibchen